# Поль Барон
Поль Барон (фр. Paul Baron, 23 травня 1895, Сен-Мор-де-Фоссе — 2 листопада 1973, Сен-Медар-де-Мюссідан) — французький футболіст, що грав на позиції півзахисника, зокрема за національну збірну Франції. По завершенні ігрової кар'єри — тренер.

## Клубна кар'єра
З 1920 року виступав за паризький «Олімпік» (Париж). 1926 року шляхом об'єднання з клубом «Ред Стар Амікаль» було утворено новий клуб, який отримав назву «Ред Стар», і в команді якого Барон продовжив виступати протягом наступних чотирьох років. Допоміг команді за результатами розіграшу 1927/28 стати володарями Кубка Франції.
Завершував ігрову кар'єру у паризькому «Расінгу», за який виступав протягом 1930—1932 років.

## Виступи за збірну
У квітні 1923 року взяв участь у товариській грі національної збірної Франції з командою Швейцарії, яка стала для нього єдиним офіційним матчем у складі головної збірної країни.

## Кар'єра тренера
Завершивши кар'єру гравця, 1933 року повернувся до клубної системи «Ред Стар», очоливши тренерський штаб його команди.
Згодом протягом 1935—1944 років працював в Алжирі, тренуючи місцевий «Сен-Ежен». 1944 року повернувся до європейської частини Франції, очоливши тренерський штаб паризького «Расінга», з яким працював до 1952 року. Протягом 1950—1951 років паралельно співпрацював із Гастоном Барро, багаторічним головним тренером національної збірної Франції, допомагаючи йому у роботі з головною командою країни.
Надалі мав досвід самостійної роботи зі збірними — протягом 1953—1954 років тренував національну команду Гаїті, а у 1959—1960 роках був головним тренером збірної Греції.
Проте здебільшого працював на клубному рівні, у 1950-х повертався на тренерські містки алжирського «Сен-Ежена» та паризького «Ред Стар», а також тренував команду «Канна». А завершував тренерську кар'єру, працюючи із тим же «Ред Стар» та паризьким «Расінгом» у першій половині 1960-х.
Помер 2 листопада 1973 року на 79-му році життя у Сен-Медар-де-Мюссідан.
| Дата      | Місто | Господарі | Результат | Гості     | Турнір           | Голи | Примітки |
| --------- | ----- | --------- | --------- | --------- | ---------------- | ---- | -------- |
| 22-4-1923 | Париж | Франція   | 2 – 2     | Швейцарія | товариський матч | -    |          |
| Усього    |       | Матчів    | 1         |           | Голів            | 0    |          |

## Титули і досягнення

### Як гравця
- Володар Кубка Франції (1):

«Ред Стар»: 1927–1928

### Як тренера
- Володар Кубка Франції (2):

«Расінг» (Париж): 1944–1945, 1948–1949